# السلفية في كردستان
السلفية في كُردستان يعود تاريخ نشوء السلفية العلمية في كردستان العراق إلى منتصف الثمانينات بدعم من السعودية فتأسست في السليمانية أول مدرسة باسم عمر بن الخطاب السلفية بقيادة الملا عمر السلفي الذي تخرج من الجامعة الإسلامية في المدينة. شكل نبذ الخلاف والفرقة على أسس تنظيمية جوهر خطاب التيار السلفي الكردي المنبثق منذ نشأته من المد السلفي السعودي، وتصدر صفوفها دعاة ورموز تجاوزوا الجغرافيا الكردية أشهرهم حمدي عبد المجيد السلفي الذي ذاع صيته كمحقق ومؤلف لكتب الحديث وأسانيد الرجال، وكانت له حظوة في الخليج بسبب تتلمذه على يد الإمام محمد ناصر الدين الألباني منتصف القرن الماضي. كان العصر الذهبي للسلفية الكردية حينما كان يمتلك همزة وصل قوية مع امتداداته في مدينة دهوك ومنطقة بهدينان تمثلت بـ كلية الشريعة في دهوك التي كانت تُمول من السعودية كما تعتبر قناة النصيحة القناة الفضائية السلفية الوحيدة باللغة الكردية.

## النشأة
يعود تاريخ نشوء السلفية العلمية في كردستان العراق إلى منتصف الثمانينات من طريق السعودية التي كانت تساند بغداد في حربها مع طهران، فتأسست في السليمانية أول مدرسة باسم “عمر بن الخطاب السلفية” وتحديداً في مسجد “الإيمان” وعلى تلة تاريخية اسمها “مامه ياره” بقيادة الملا عمر السلفي الذي تخرج من الجامعة الإسلامية في “المدينة”. وكان نظام صدام يتغاضى عن انتشار هذا التيار الآتي من السعودية تارة ويضيق عليه تارة أخرى، بحسب العلاقة مع الرياض من جهة وشكاوى وتحذيرات الشخصيات الدينية والاجتماعية الكردية النافذة المناوئة لنهج السلفية والتي كانت لا تنسجم مع الإسلام الكردي التقليدي الموالي للطرق الصوفية من جهة أخرى.
وبعد الانتفاضة الشعبية وخروج المحافظات الكردية من قبضة النظام البعثي عام 1991 انطلق ربيع الإسلاميين الأكراد في ظل ما عرف بـ الصحوة الإسلامية ومن ضمنها السلفيون الذين استغلوا الفرصة لتوسيع نشاطاتهم بعد أن فتحت لهم أبواب التواصل مع الدعوة الأم في أرض الحرمين، بعيداً من أعين رجال الأمن والمخابرات العراقية. ومع حلول سنوات الألفين، تراجعت الصحوة الإسلامية الكردية لأسباب عدة بينها: تداعيات أحداث 11 سبتمبر/ أيلول 2001 والاجتياح الأميركي للعراق عام 2003 وهيمنة الأحزاب العلمانية على السلطة في كردستان، وتشرذم الأحزاب الإسلامية وانشقاقها إلى أجنحة متناحرة، وتوقف المد السلفي عن التوسع مع توقف الصحوة لفقدان الدعامة التي كان يستند إليها والمتمثلة بضرورة مواجهة الإسلام الحركي.
هذا الجمود الذي أصاب الدعوة السلفية، فتح عليها أبواب الصراعات الداخلية، في ظل انشطار أجنحة جماعة الأم في السعودية إلى أجنحة المدخلية والصحوة وأتباع المشايخ القدامى التقليديين في السعودية وما يطلق عليهم كبار العلماء. وفي سياق هذا الحراك تمكن جناح السلفية المدخلية من ترجيح الكفة لصالحه في الوسط السلفي الكردي، نظراً إلى مكانته في السعودية، وتواصل ربيع بن هادي المدخلي نفسه ومساعديه مع أقطاب السلفية الكردية ومتابعة أحوالهم عبر لقاءات وزيارات نظمت على هامش رحلات الحج والعمرة.

## الإنقسام
سيطر التيار المدخلي في كردستان وحسم الأمور لمصلحته، لكنه لم يتمكن من توحيد السلفيين الأكراد ضمن إطار تنظيمي جامع، فعلى رغم استقتال الدعاة والناشطين السلفيين الأكراد على منهج المدخلي الداعي إلى نبذ الحزبية ومقاطعة المبتدعة ورص صفوف السلفية، إلا أنهم أصيبوا بالداء ذاته، فانقسموا إلى أقطاب ورموز ومشايخ محليين بشكل حاد، وتخلل ذلك تبادل اتهامات على المنابر. البيانات والمنشورات السلفية التي تكشف التناحر في كردستان، دفعت كثيرين إلى القول إن الدعوة في هذه البقعة، بقيت كاسم برّاق لدى الموالين لها، إلا أنها تأبى الاجتماع في إطار جامع، وحتى الاتفاق على مشتركات للعمل، إذ يقاطع عدد كبير من دعاتها القناة الفضائية السلفية الوحيدة باللغة الكردية النصيحة ويحذرون من صرف الزكاة عليها، بحجة التعارض مع الشريعة وغموض التمويل والانحراف عن تفاهمات التأسيس، فيما ينهمك مديرها عبد اللطيف أحمد والملتفين حوله في جامع بهشت - الجنة - في مدينة السليمانية بالرد على خصمهم شيخ جامع الإيمان عبد الكريم محمد الذي يقود الجناح المناوئ لهم، وتفاقمت الخلافات بينهما حتى عجز شيخهم ربيع المدخلي عن حلها وتصفيتها حينما حاول التوسط لإجراء مصالحة بين الجناحين.
انشغال جناحي السلفية في السليمانية التي تعد عاصمة للثقافة الكردية بكباش الأقطاب يعقب فقدان التيار عصره الذهبي حينما كان يمتلك همزة وصل قوية مع امتداداته في مدينة دهوك ومنطقة بهدينان، تمثلت بـ كلية الشريعة التي كانت تُمول من السعودية، قبل أن تقدم حكومة الإقليم على إغلاقها بحجة السير في الاتجاه الخاطئ ومعاداتها لوسطية الإسلام قبل سنوات. تلك الكلية كانت ترفد السلفيين بخريجين دعاة في الوسط الأكاديمي وأئمة جوامع، إضافة إلى ذلك شكلت نقطة تواصل مهمة بالنسبة إلى السلفيين في شمال كردستان وجنوبه بعد غلبة أتباع الصوفية في العاصمة إربيل. وكان شد الرحال إلى كلية الشريعة في دهوك أُمنية لدى كل سلفي كردي يتخرج من الإعدادية، وبتغييبها عن المشهد ورحيل الداعمين لها أمثال حمدي السلفي وعلي بن نبي واختفاء معظم أساتذتها وانخراطهم في التعليم الأكاديمي الحكومي فقد السلفيون في المنطقتين الكرديتين سوران وبهدينان أواصر التواصل، ورسخت هذه القطيعة الانقسامات السياسية والثقافية واللغوية التي تتحكم أساساً بعلاقة هاتين المقاطعتين، وأدت هذه القطيعة إلى مزيد من التشرذم في صفوف السلفية الكردية، في ظل تمسكها برفض وتحريم إقامة روابط تنظيمية أو أحزاب وتجمعات عصرية على شاكلة الأحزاب الإسلامية أو العلمانية.
وبانسحاب شيخ جامع بهشت ومدير قناة النصيحة عبد اللطيف أحمد من التيار المدخلي وإعلانه الولاء لخط مشايخ السلفية التقليديين قبل فترة، أضيفت إلى المشاحنات السلفية البينية الكردية جبهة جديدة وهي ترجمة مناكفات السلفيين في البلد الأم السعودية في الساحة الكردية، في ظل معاناة سلفية مزمنة من هشاشة التنظيم والهيكلية فضلاً عن التراجع تحت تأثيرات الحداثة والمد القوي للثقافة الغربية، بالتوازي مع دفع السلفيين العلميين المتصالحين مع الحكام، ثمن انخراط من يحملون اسمهم من القاعدة وداعش في أعمال عنف وقتل وتدمير، يستهلك التبرؤ منها الكثير من الجهود والطاقات بسبب تشابه مفردات خطاب الطرفين وتقاربها، على رغم اتساع الهوة بينهما في العمل والأسلوب والمواجهة بين سلفية جهادية تسعى إلى الحكم والخلافة وسلفية علمية تركت الحاكمية لـ ولاة الأمور وتعوذ بالله من السياسة.

## الخصائص
شكل نبذ الخلاف والفرقة على أسس تنظيمية جوهر خطاب التيار السلفي الكردي المنبثق منذ نشأته من المد السلفي السعودي، إلا أنه انحدر إلى ما كان يحذر منه طوال سنوات في الآونة الأخيرة عبر احتدام الخلاف بين أجنحته المتناحرة على خلفية موالاة رموز ودعاة يتصدرون مشهد الدعوة، وهو ما انعكس بسجالات عنيفة بين أقطاب السلفية الكردية ودعاتها ومشايخها. وهنا لا بد من الإشارة إلى أن وصول السلفية بنسختها الوهابية إلى مناطق الأكراد مثّل تحدياً للإسلام المحلي الذي شهد تاريخياً ازدهاراً لمدارس التصوف الذي اشتهرت فيه البيئة الكردية.
لكن وعلى عكس أقرانهم من السلفية الجهادية والإسلاميين الحركيين الذين ركزوا على العمل السياسي ومواجهة التغريب والعلمانية ركز السلفيون جل طاقاتهم في محاربة الحزبية والتحذير من الانخراط في السياسة، إلى جانب تركيزهم على مواجهة البدعة ومظاهر الشرك وفق أدبيات هذا التيار الذي يفضل اسم الدعوة على ما سواها من المسميات الأخرى كـ الجماعة والـ حركة. فتوسعت النسخة السعودية من السلفية من أقصى شمال كردستان دهوك إلى أقصى جنوبه كرميان وتصدر صفوفها دعاة ورموز تجاوزوا الجغرافيا الكردية، أشهرهم حمدي عبد المجيد السلفي الذي ذاع صيته كمحقق ومؤلف لكتب الحديث وأسانيد الرجال وكانت له حظوة في الخليج بسبب تتلمذه على يد القطب السلفي الشهير محمد ناصر الدين الألباني منتصف القرن الماضي.

## السلفية في كردستان أيران
السلفية في كردستان إيران جديدة نسبياً.  لقد كانت أيديولوجية صغيرة جدًا وغير شائعة من قبل.  ومع ذلك، منذ أوائل العقد الأول من القرن الحادي والعشرين، شهدت ارتفاعًا كبيرًا بين الأكراد في إيران.  وقد اكتسبت شهرة عندما أمر حسن روحاني نفسه وزارة الداخلية بإجراء بحث عميق حول نمو السلفيين في كردستان إيران وكردستان العراق.  تم التأكيد على أن السلفية في إقليم كردستان إيران كانت نتيجة جهاديي أنصار الإسلام الذين فروا من كردستان العراق بعد الهجمات الأمريكية على المنطقة وفروا إلى إيران ونشروا أيديولوجيتهم علانية بين أكراد إيران حوالي عام 2003.  الأحزاب الكردية الأصلية في إيران هي أحزاب يسارية وعلمانية وحتى شيوعية، ولكن في العقدين الماضيين، قام مئات من رجال الدين الأكراد بالترويج للسلفية التي ارتفعت بشكل ملحوظ.  وجاء في بيان رسمي لوزارة الداخلية بخصوص رجال الدين، "مع الأسف، نشهد جيلاً جديداً من رجال الدين الأكراد الذين ليس لديهم أي شيء مشترك مع رجال الدين الأكراد المعروفين بالتسامح". جاء فيه أن  "بعد سقوط صدام حسين وصعود السلفيين في كردستان العراق، انتشر الاتجاه تدريجيًا إلى كردستان الإيرانية". كان الأكراد الإيرانيون أحد الأسباب الرئيسية لبقاء إمارة بيارة الإسلامية، والمتعاونون الأكراد الإيرانيون مع الأنصار.  وتقوم جماعة الإسلام بتهريب البضائع عبر الحدود الإيرانية العراقية إلى البيارة.

## السلفية في كردستان سوريا
وفي كردستان سوريا، التي تُعرف حكومتها باسم الإدارة الذاتية لشمال وشرق سوريا، قام حزب الاتحاد الديمقراطي الحاكم بحملة صارمة على السلفية بعد صعود تنظيم الدولة الإسلامية.  وكانت هناك حركتان سلفيتان كرديتان من كردستان سوريا، مثل حركة صلاح الدين الكردي والجبهة الإسلامية الكردية.  تعتبر هاتان المجموعتان نفسيهما حركات كردية، وكلاهما صرحا باستمرار أن حماية الأكراد، وحقوق الأكراد، واللغة الكردية هي أولويتهم.  لكن كلاهما واجها قيودًا وتم حل الجبهة الإسلامية الكردية لاحقًا.  تسببت السياسات الليبرالية العلمانية الصارمة لحزب الاتحاد الديمقراطي في بعض الغضب بين الأكراد، واكتسب العديد من الأكراد المحافظين من كردستان السورية شهرة للتعاون مع داعش أثناء حصار كوباني حيث كانوا يحتقرون أيديولوجية حزب الاتحاد الديمقراطي لدرجة أنهم نظروا إلى داعش كبديل أفضل.

## السلفية في كردستان تركيا
من المعروف أن المناطق ذات الأغلبية الكردية في جنوب شرق الأناضول أكثر تدينًا ومحافظة من المناطق ذات الأغلبية التركية، مما يؤدي غالبًا إلى التطرف. وفي الآونة الأخيرة، اعتنقت موجة من الأكراد من بينغول وأديامان السلفية.  صرح طالب من ديار بكر ذهب للدراسة في بينغول أنه "لا ينبغي لأحد أن يتفاجأ. بدأ تطرف الأكراد في بينغول وأماكن أخرى قبل وقت طويل من ظهور تنظيم الدولة الإسلامية".  وكان الأكراد من تركيا يسافرون إلى سوريا للانضمام إلى حركة صلاح الدين الكردي، وهي حركة كردية أيضًا بالإضافة إلى كونها منظمة سلفية.